# Station Chathill
Chathill is een spoorwegstation van National Rail aan de East Coast Main Line in Berwick-upon-Tweed in Engeland. Het station is eigendom van Network Rail en wordt beheerd door Northern Rail. 